# وانگ شی-تینگ
 وانگ شی-تینگ (انگلیسی: Wang Shi-ting؛ زادهٔ ۱۹ اکتبر ۱۹۷۳) یک تنیس‌باز اهل تایوان است.